# Anton Hafner
Pour les articles homonymes, voir Hafner.
 (décembre 2013).
Si vous disposez d'ouvrages ou d'articles de référence ou si vous connaissez des sites web de qualité traitant du thème abordé ici, merci de compléter l'article en donnant les références utiles à sa vérifiabilité et en les liant à la section « Notes et références ».
Anton Hafner né le 2 juin 1918, mort au combat le 17 octobre 1944, était un as de l'aviation allemande durant la Seconde Guerre mondiale. Il a remporté 206 victoires aériennes au combat avec la JG 51 « Mölders ».

## Les débuts sur le front Est
Anton Hafner rejoint la Luftwaffe en 1939 avant d'être versé à la Ergänzungstaffel de réserve de la JG 51 en 1940. Le 23 février 1941, c'est avec le grade de Gefreiter qu'il rejoint l'escadrille 6./JG 51. Le 29 mars, il détruit à 80% son Bf 109 et se retrouve blessé ; il reste toutefois opérationnel pour servir sur le front de Russie qui débute le 22 juin 1941 avec le déclenchement de l'opération Barbarossa.
Bien que l'essentiel de ses missions se concentre aux attaques au sol, Hafner se révèle aussi un efficace pilote de chasse, remportant sa première victoire le 24 juin 1941, 14 au total à la fin de l'année. La JG 51 est alors de loin l'escadre allemande ayant le plus grand nombre de victoires  (environ 2 500). Alors que les I. et III./JG 51 subissent un sérieux coup de frein en 1942 dû aux opérations au sol, les II. et III./JG 51 restent, quant à eux pleinement actifs. Sa 25e est obtenue le 21 mars 1942. Le 5 juillet, il descend 7 appareils soviétiques et obtient son 41e succès. Le 23 septembre, le Feldwebel Hafner est décoré de la croix de chevalier au lendemain de sa 60e victoire. C'est alors un des meilleurs pilotes du groupe, malgré son grade de sous-officier.

## L'Afrique du Nord
Hafner quitte la Russie avec 62 victoires et revient au II./JG 51 en novembre 1942. Ce dernier vient juste de déménager pour la Tunisie pour prêter main-forte aux autres escadres allemandes déjà présentes, et qui doivent désormais faire face au débarquement allié en Afrique du Nord (opération Torch). Hafner vole cette fois avec la 4./JG 51. Le 16 novembre, il remporte la première victoire du groupe sur ce nouveau front, accumulant avant la fin de l'année 16 succès, essentiellement contre des P-38 et des Spitfire, et 2 contre des bombardiers lourds. Le 2 janvier 1943, il descend encore deux adversaires de plus avant d'être lui-même abattu par la chasse britannique. Contraint de s'éjecter, il se blesse à la main en frappant la dérive de son 109 ; résultat, une fracture et une hospitalisation en Allemagne durant six mois. Malgré ce pépin, il sera le meilleur as du II./JG 51 en Afrique avec 20 victoires, le groupe remportant lui-même 125 victoires.

## Retour à l'Est
En août 1943, Hafner retourne en Union soviétique avec le Stabstaffel de la JG 51, équipé de FW 190A. Cette unité, qui dépend du Stab JG 51, agit en fait comme une escadrille indépendante, et va se révéler d'une redoutable efficacité. En outre, le FW 190 possède une puissance de feu supérieure à son grand frère, le Bf 109. Le 15 octobre, Hafner décroche sa 100e victoire. Les 20 et 28 octobre, il réalise coup sur coup deux quintuplés, sa 118e et dernière de l'année arrive le 29 novembre. L'année 1944 va se révéler encore plus prolifique, avec plusieurs victoires multiples durant cette période, sept par exemple le 22 février. Hafner est retiré du front et décoré le 11 avril 1944 des feuilles de chêne et promu au grade de Leutnant : il a alors 135 victoires.
De retour au front en mai, Hafner prend le 15 la tête de l'escadrille 8./JG 51 et vole à nouveau sur Bf 109. S'ensuit alors une série ininterrompue de victoires : 14 en juin, 8 en juillet, pas moins de 23 en août, 8 en septembre et encore 15 en octobre. Dans l'intervalle le 28 juin, il a atteint les 150 victoires : il est alors à la tête des as de la JG 51, place qu'il ne quittera plus. Deux jours plus tard, il doit à nouveau effectuer un atterrissage d'urgence. Le 15 août 1944, la 8./JG 51 est renommé 10./JG 51 ce qui ne change strictement rien pour son pilote phare : le 21, Hafner en est à 175 victoires.

## La fin
Le 16 octobre, l'Oberleutnant Hafner descend 4 adversaires et atteint les 202 victoires. Le lendemain, il remporte deux autres succès mais lancé à la poursuite d'un Yak 3 à basse altitude, son avion touche la cime des arbres et s'écrase,. Il avait 26 ans. Anton Hafner était ce que fut Erich Hartmann à la JG 52 ou encore Otto Kittel à la JG 54 : petit gabarit, modeste, gentil, et très pédagogue envers les jeunes recrues, ce qui permit à nombre d'entre eux de survivre. Et tout comme ses deux homologues, il fut l'as des as de son escadre, la JG 51 (aucun autre pilote ne le surpassera avant la fin de la guerre). Anton Hafner a effectué 794 missions de combat et obtenu 204 victoires : 184 sur le front Est (dont 55 Il-2) et 20 en Afrique du Nord.